# Korenmolen

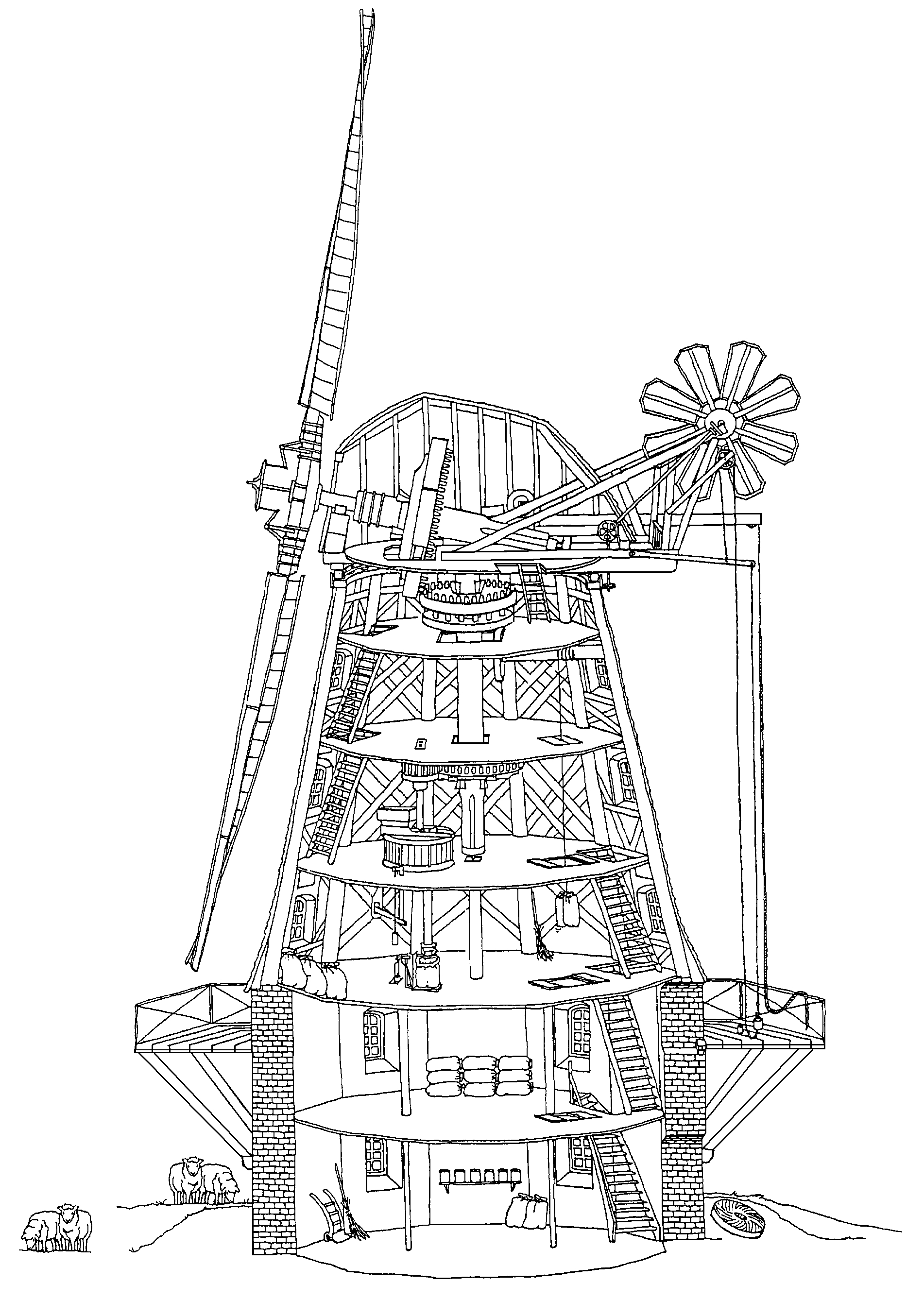
Zelfkruier met zelfzwichting en houten achtkant op stenen voet

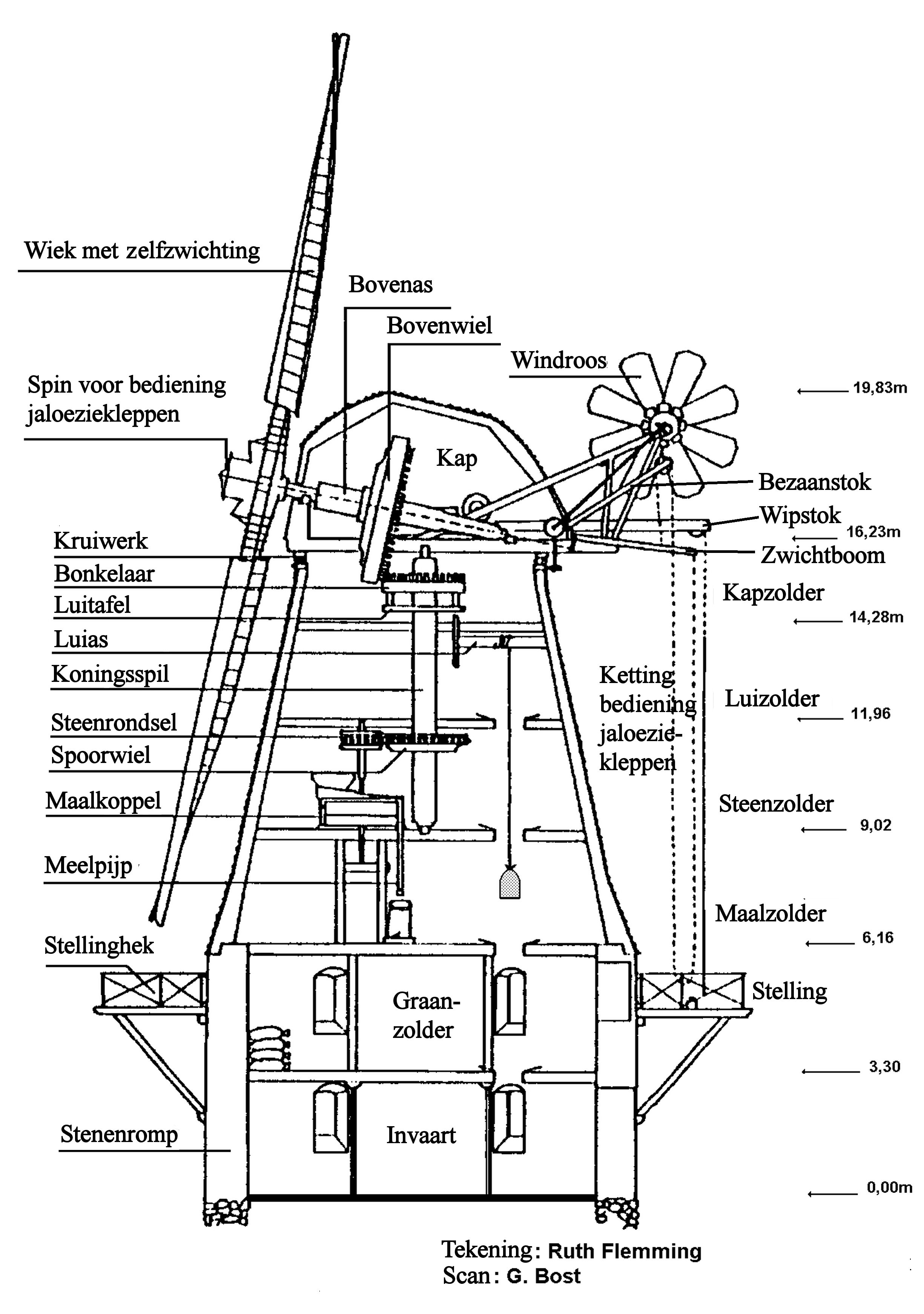
Zelfkruier met zelfzwichting en houten twaalfkant op stenen voet

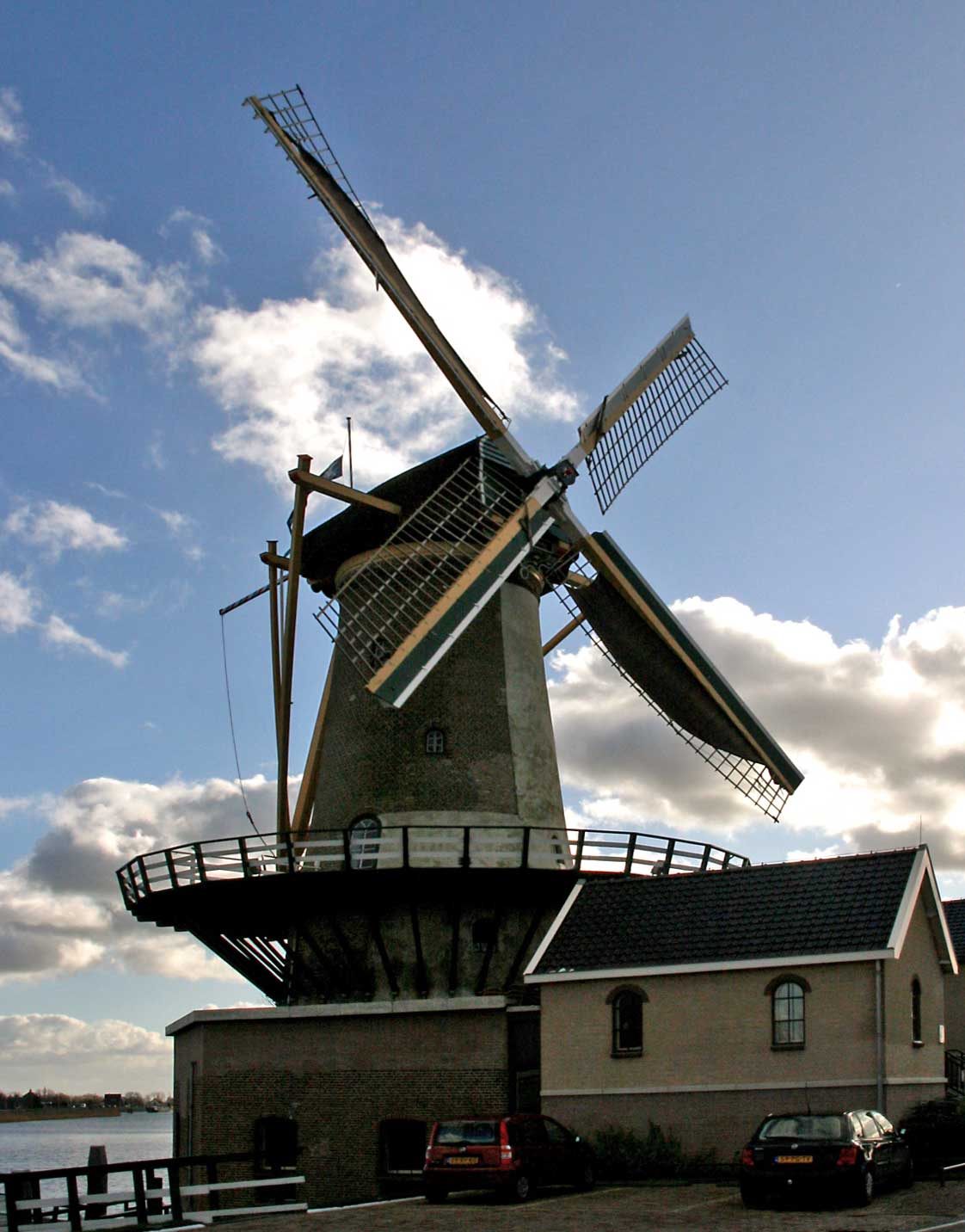
Korenmolen de Windlust te Kortenoord

Een korenmolen, graanmolen of meelmolen is een molen waarmee uit graan meel wordt gemalen.
Al in de oudheid maalden mensen hun graan; aanvankelijk door het tussen twee stenen, zoals de napjesstenen, fijn te wrijven, later met ronddraaiende handmolens of kweerns, weer later met watermolens of windmolens. Met de komst van deze machines werd voor meerdere gezinnen gemalen en veranderde het malen van graan van huisvlijt in een ambacht waarvoor geschoolde krachten moesten worden ingehuurd. In het verleden rustten het windrecht of de rechten op het malen van graan bij de plaatselijke heersers. In de zogenaamde banmolens of dwangmolens moesten alle ingezetenen op last van de plaatselijke heerser het graan laten malen, waarvoor een provisie betaald moest worden. Pas in de Franse tijd kwam in de Lage Landen een einde aan deze feodale regeling.
Als een graanmolen enkel voor tarwe, rogge of spelt wordt/werd gebruikt, duidt men deze molen respectievelijk aan als tarwemolen, roggemolen of speltmolen.

## Typen molens
Er zijn in de lage landen vier verschillende typen molens waarin graan tot meel wordt gemalen: standerdmolens, bovenkruiers, wipmolens en watermolens. De verschillen zitten in de bouw en de aandrijving, dus niet in het maalproces zelf. In een standerdmolen is het gehele mechaniek in de kast gebouwd, die in zijn geheel op de wind wordt gedraaid, in een bovenkruier en een wipkorenmolen worden uitsluitend de wieken op de wind gedraaid en wordt de rest van het mechaniek door een verticale spil aangedreven. In een watermolen met verticaal waterwiel brengt een horizontale as de draaiende beweging van het wiel over op de stenen, terwijl in een watermolen met turbine de beweging meestal met een verticale as wordt overgebracht. Vaak worden de stenen in een watermolen van onderaf aangedreven, terwijl dit in een windmolen van bovenaf gebeurt. Voor het maalproces maakt het niet uit hoe en waardoor de stenen worden aangedreven. Vanaf het einde van de negentiende eeuw worden de molenstenen bij windstilte ook wel door een motor in beweging gebracht. Hiervan zijn in Nederland enkele voorbeelden bewaard gebleven of weer teruggebracht naar een toestand die geschikt is voor motorbedrijf. Een voorbeeld hiervan is de molen van Goidschalxoord. In andere molens zijn naast de windgedreven stenen afzonderlijke maalstoelen geplaatst die met een motor worden aangedreven.

## Molenstenen
De twee molenstenen verrichten in de korenmolen het eigenlijke maalwerk. Samen vormen zij, met de constructie waarin zij zich bevinden, een maalkoppel.
De onderste steen, de ligger, zit vast aan de vloer van de steenzolder, met daarboven met een kleine tussenruimte de loper (de maalsteen die kan draaien).
Daar tussenin valt het graan door het kropgat in de draaiende loper op de ligger.
De afstand tussen de twee stenen is door de molenaar nauwkeurig in te stellen door een speciaal mechanisme, de licht genoemd. Met behulp van de lichtstok worden door de molenaar 2 of 3 balken via hefboomwerking op of neer gelaten, waardoor de loper hoger of lager komt te staan. Om het werk van de molenaar te verlichten is in veel molens een regulateur aangebracht, die met middelpuntvliedende kracht door middel van gewichten aangedreven wordt en zo meehelpt de loper op de goede hoogte ten opzichte van de ligger te laten draaien.
De hoogte van de afstelling is onder andere afhankelijk van de aandrijfkracht, van het te malen product en de gewenste fijnheid van het meel.
De beste maalsnelheid wordt bij een windmolen bereikt als het wiekenkruis 60 tot 80 enden (wieken) per minuut ronddraait.
Door scherpsel (groeven) in de stenen wordt het graan naar de buitenzijde van de stenen gedreven en daardoor gemalen.

## Aan- en afvoer van graan
Het te malen graan wordt met behulp van het luiwerk vanaf de begane grond naar de steenzolder gehesen. Het luitouw wordt met een molenaartje of met een zakkenklem aan de zak vastgemaakt. Papieren zakken worden met behulp van een luimat opgehesen. Vervolgens wordt het in het kaar boven op de maalkuip of maalstoel gestort. Via een uitstroomopening, die open of gesloten kan worden, komt het graan in de schuddebak.
Deze bak wordt door de steenspil heen en weer bewogen, waardoor het graan gedoseerd in het kropgat valt.
In de houten steenkuip wordt het meel, door een aan de loper bevestigde aanjager, meegenomen tot het een gat in de meelring passeert om vervolgens in de meelpijp te vallen.
Het wordt daarna op de maalzolder opgevangen in de maalbak, waaronder een meelzak hangt (zie foto hieronder). De (jute) meelzak wordt eerst schoongemaakt met een zakkenklopper.

## Indeling van een korenmolen
Korenmolens, met name windkorenmolens, hebben een indeling in "zolders": iedere etage (zolder genoemd) heeft een benaming die aangeeft wat de functie van die zolder is of welke activiteit er plaatsvindt. Niet iedere molen heeft voor alle functies een afzonderlijke zolder. In molens met minder zolders zijn sommige functies gecombineerd of niet aanwezig. Een overzicht, van boven naar beneden:
- Kapzolder: hier bevindt men zich direct onder de kap van de molen;
- Luizolder: hier bevindt zich het luiwerk waarmee de zakken graan worden opgehesen;
- Stortzolder: hier bevinden zich, indien aanwezig, silo's met graan dat direct in het kaar kan worden gestort;
- Steenzolder: hier bevinden zich de maalstenen;
- Maalzonder: hier staat de molenaar wanneer hij het graan maalt;
- Pelzolder: hier bevindt zich het pelwerk, indien aanwezig;
- Graanzolder (voorraadzolder): hier wordt het graan en het meel opgeslagen;

## Productievermogen
Het productievermogen van een korenmolen hangt af van de lengte van het gevlucht, de biotoop, de wiekverbeteringen, het aantal maalkoppels en de fijnheid van het meel. De productie bij grof malen zoals dat gebeurt bij voer voor koeien en kippen is 50% hoger dan bij het malen voor consumptie. Veel molens hadden een maalkoppel voor veevoer en een maalkoppel voor consumptie. Ook de plaats in Nederland is van belang, omdat er aan de kust meer wind is dan in het binnenland. Een korenmolen met een gevlucht van 25 meter en twee maalkoppels kan jaarlijks 500.000 tot 530.000 kg graan vermalen.
Met uitschieters zo heeft De Kraai toen deze molen nog in Amsterdam stond in 1843 1.057.466 kg gemalen.

## Fotogalerij

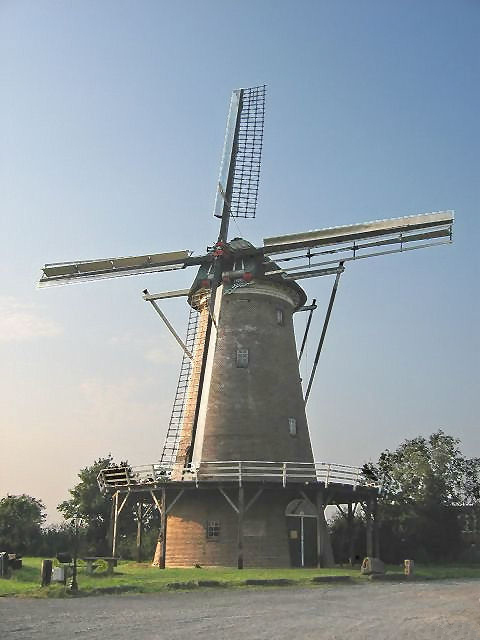
De Hollandsche Molen te Neede, 2004
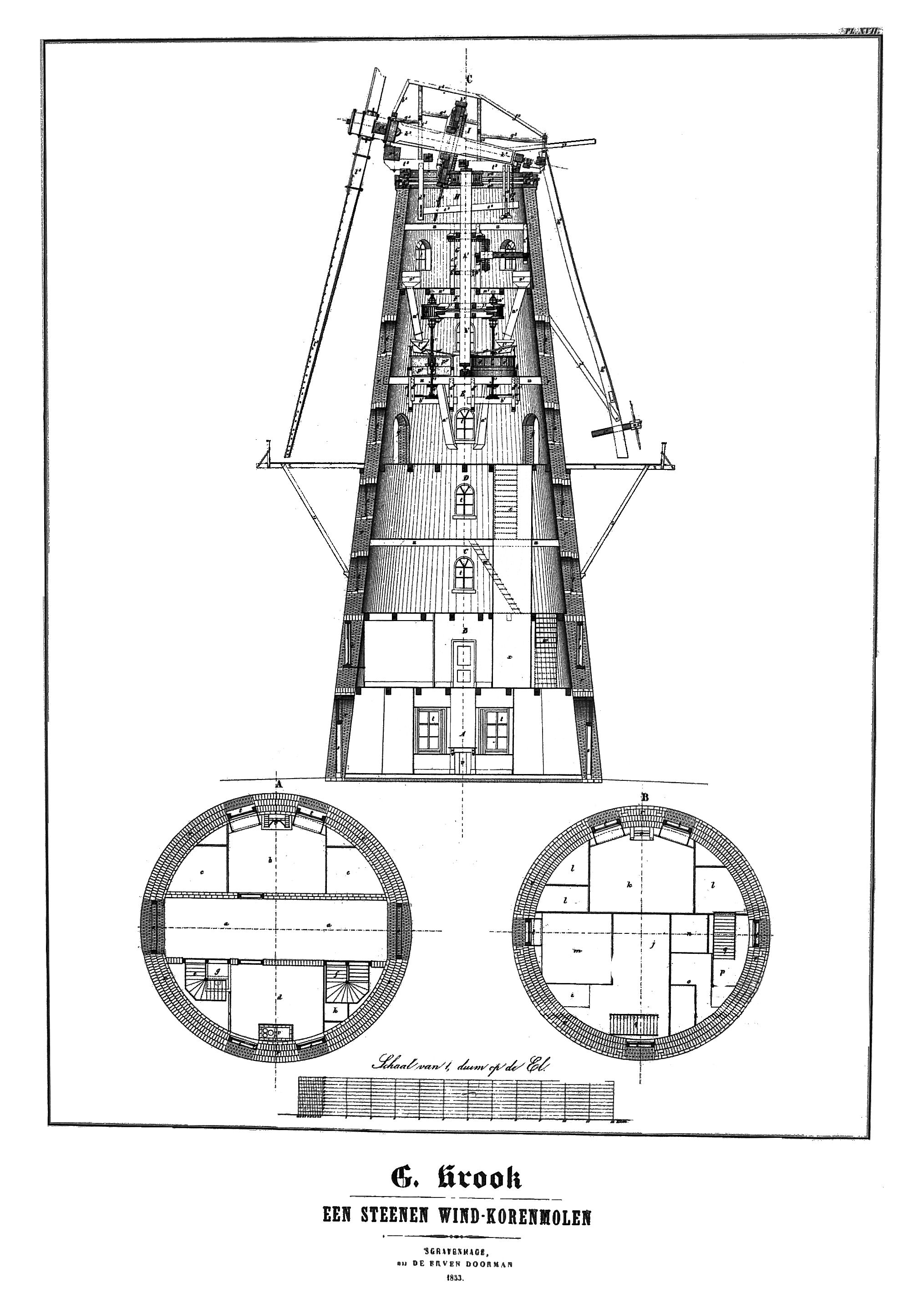
Ronde stenen korenmolen
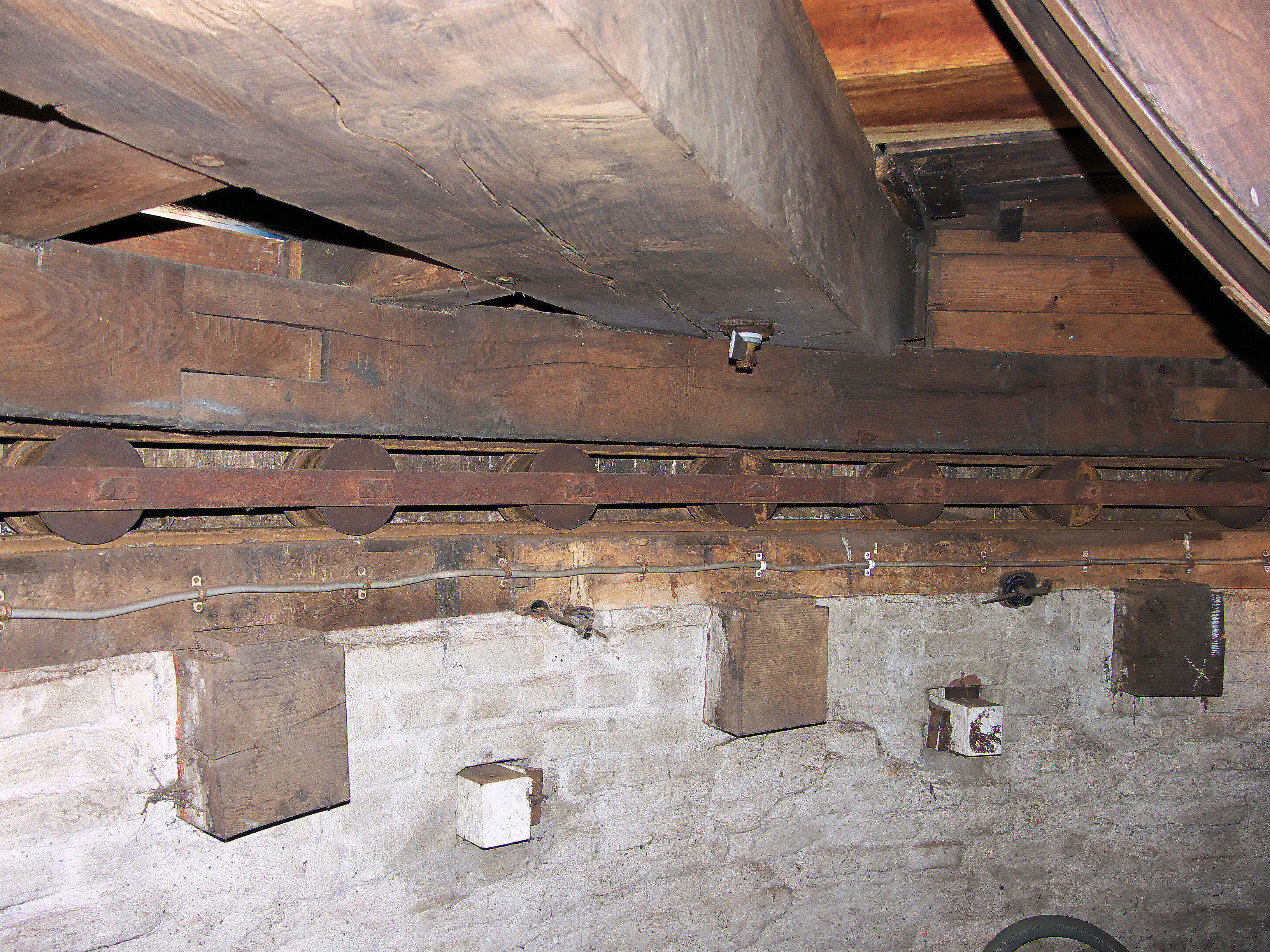
Engels kruiwerk op ronde, stenen molen
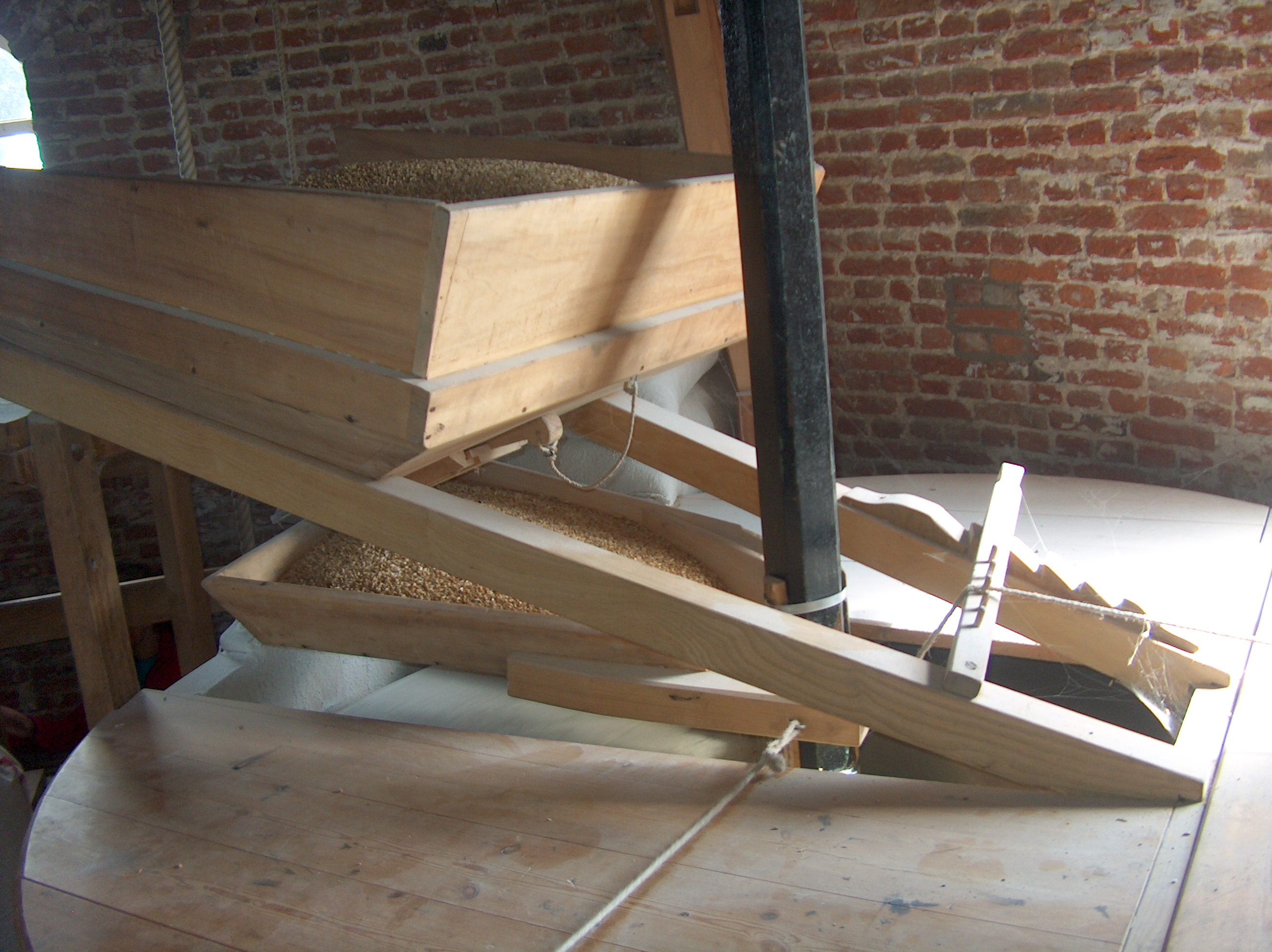
Maalkoppel met maalkuip (de kaar) en schuddebak
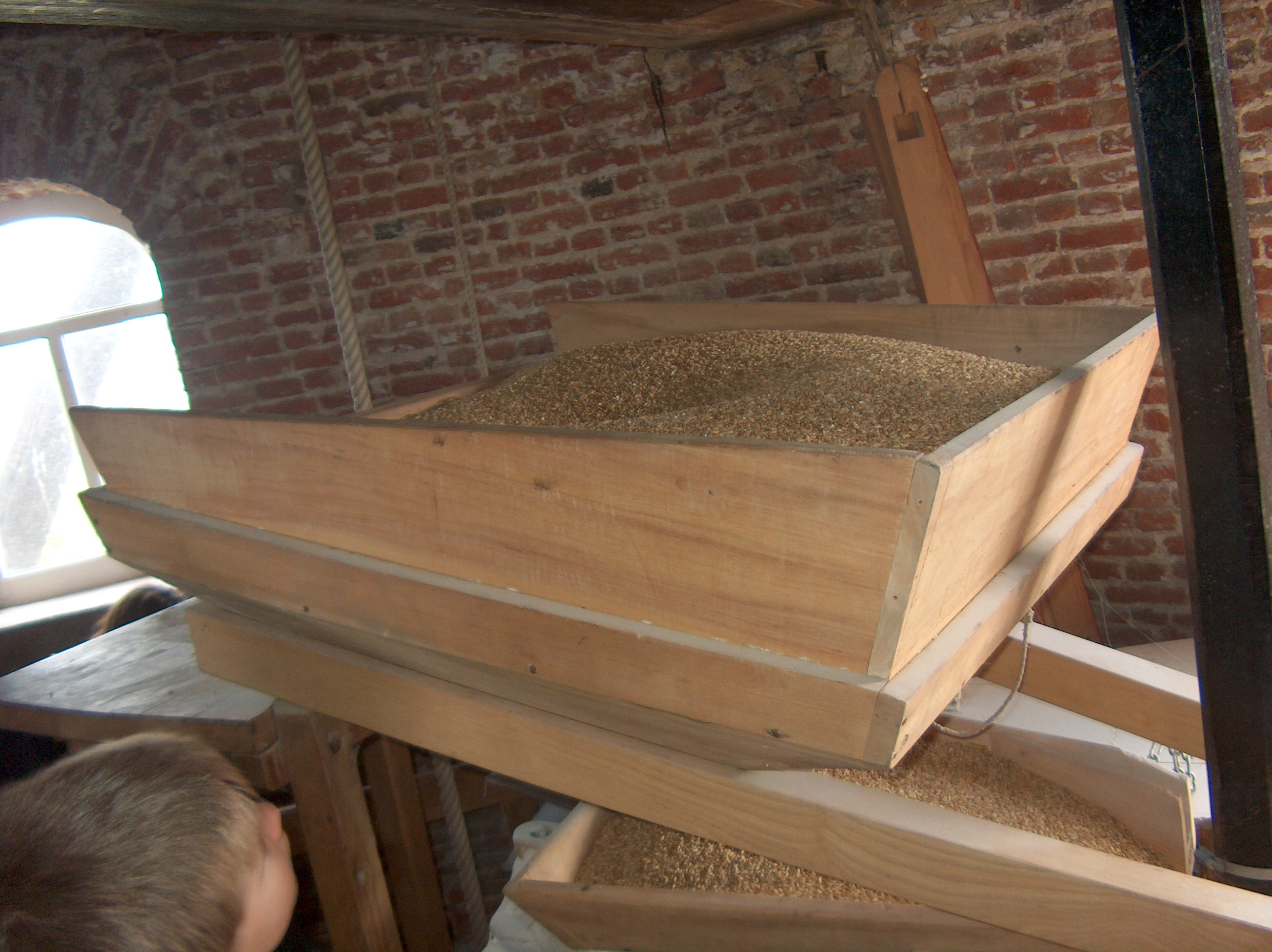
Maalkuip (de kaar)
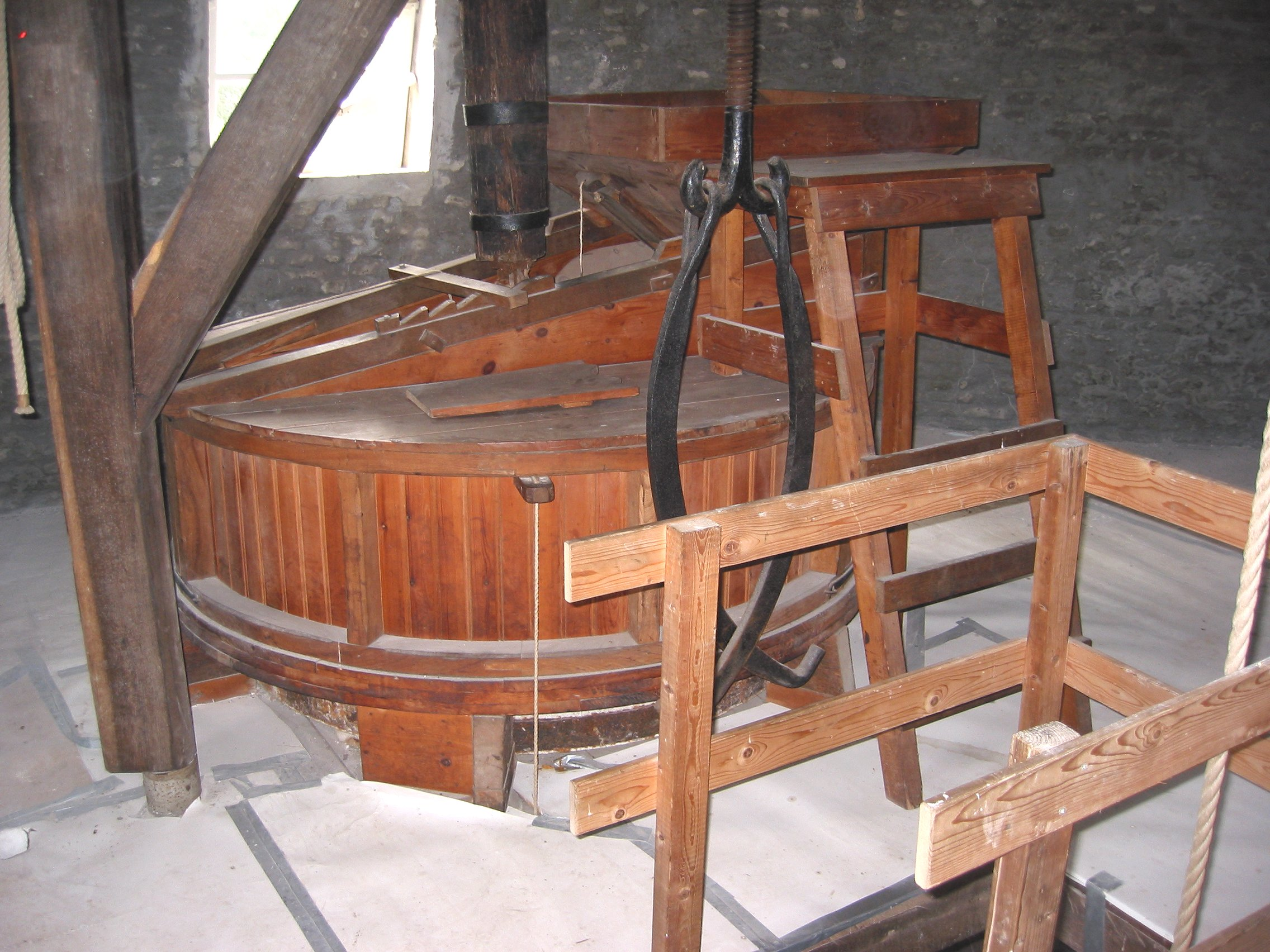
Maalkoppel
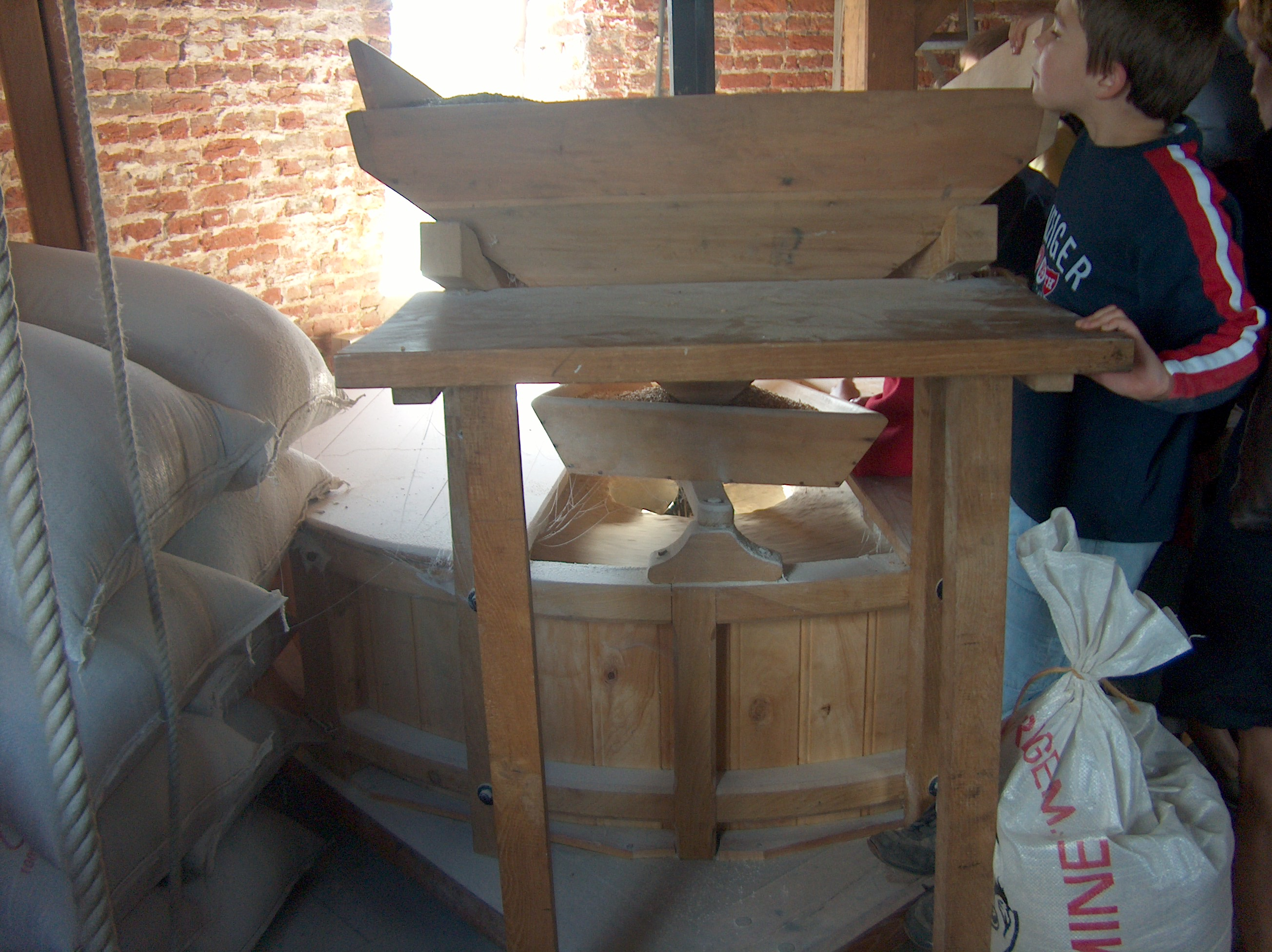
Maalkoppel achterzijde
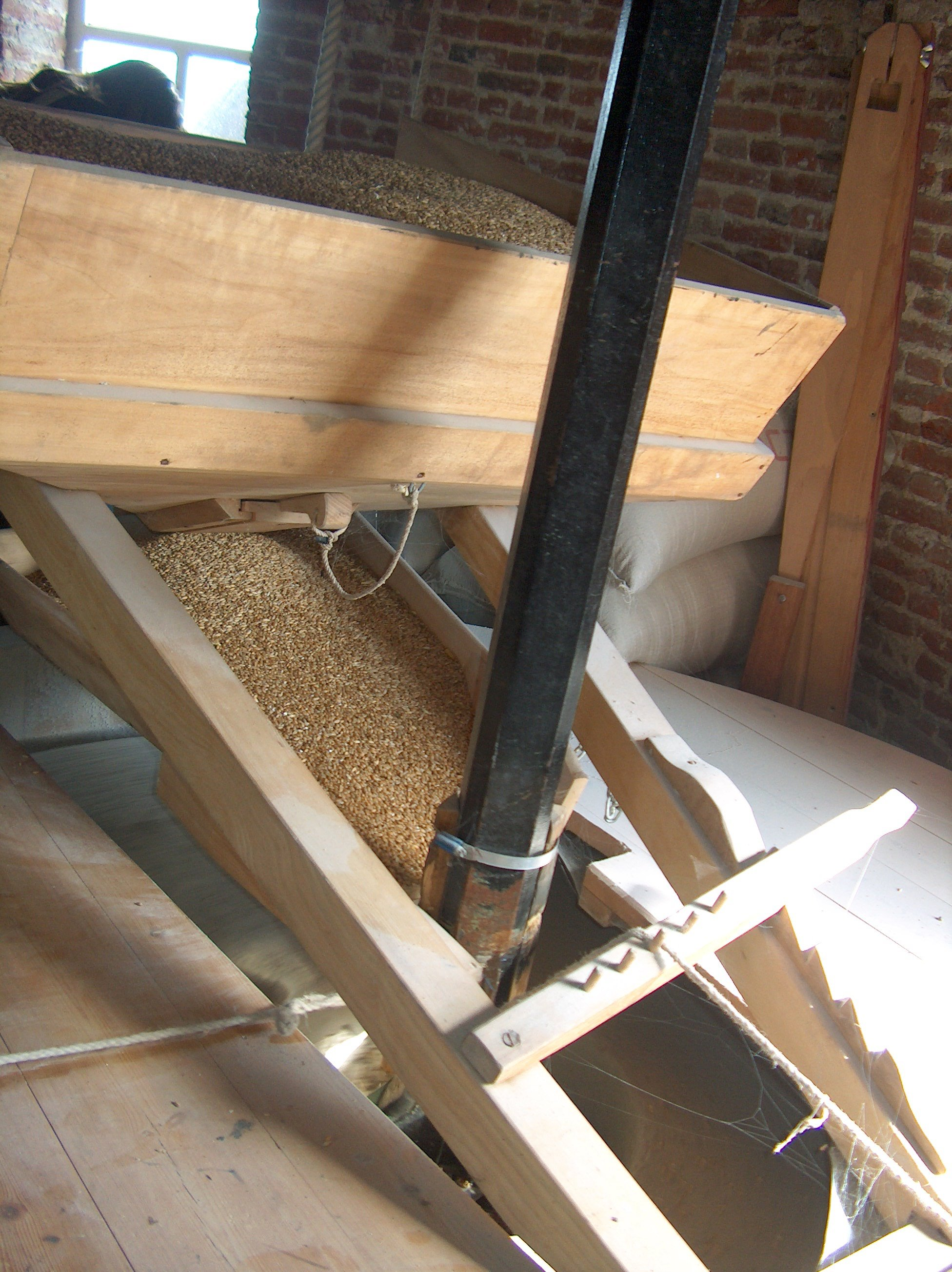
Schuddebak
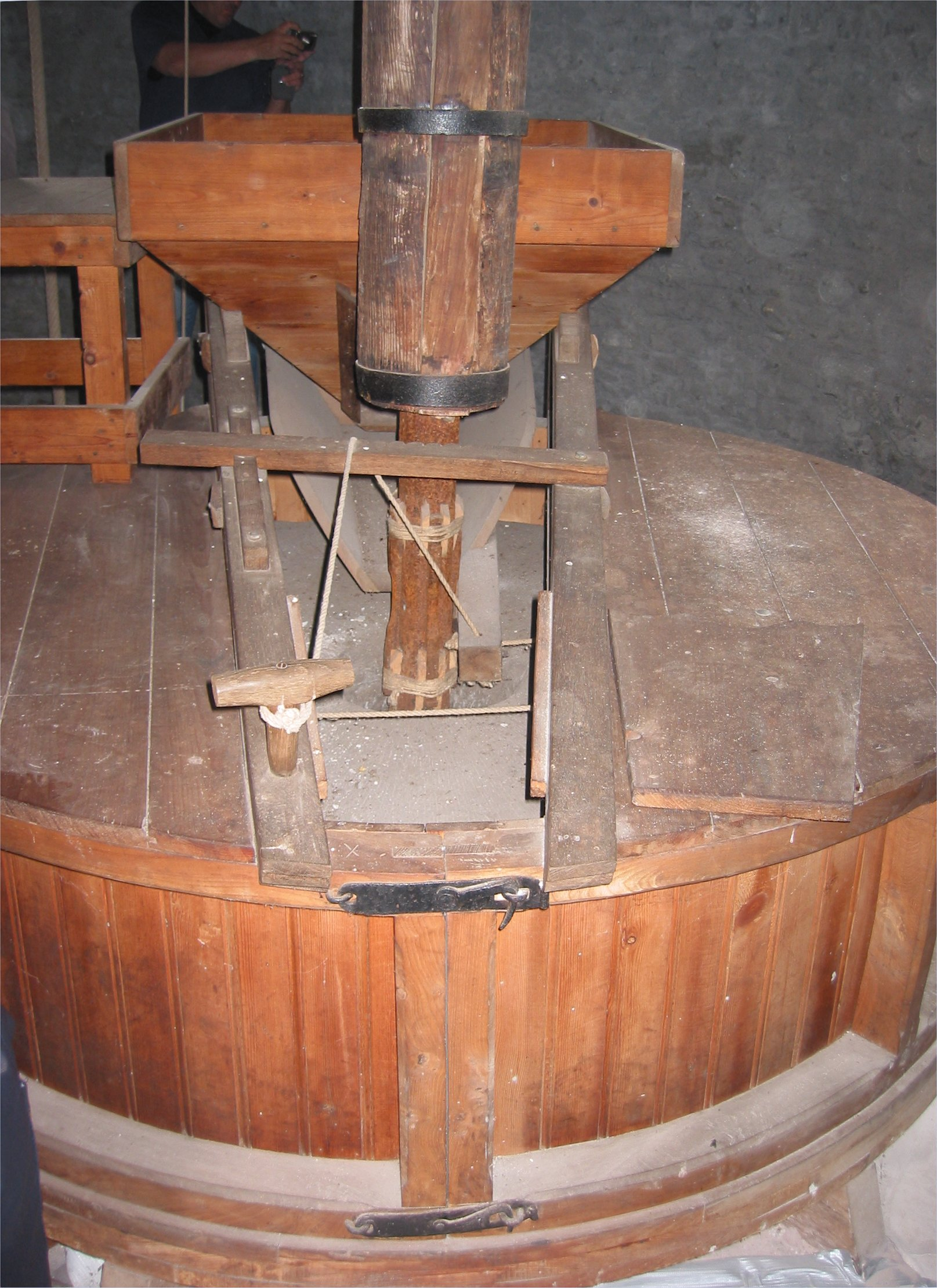
Maalkoppel met de kaar (stortbak) voor het graan
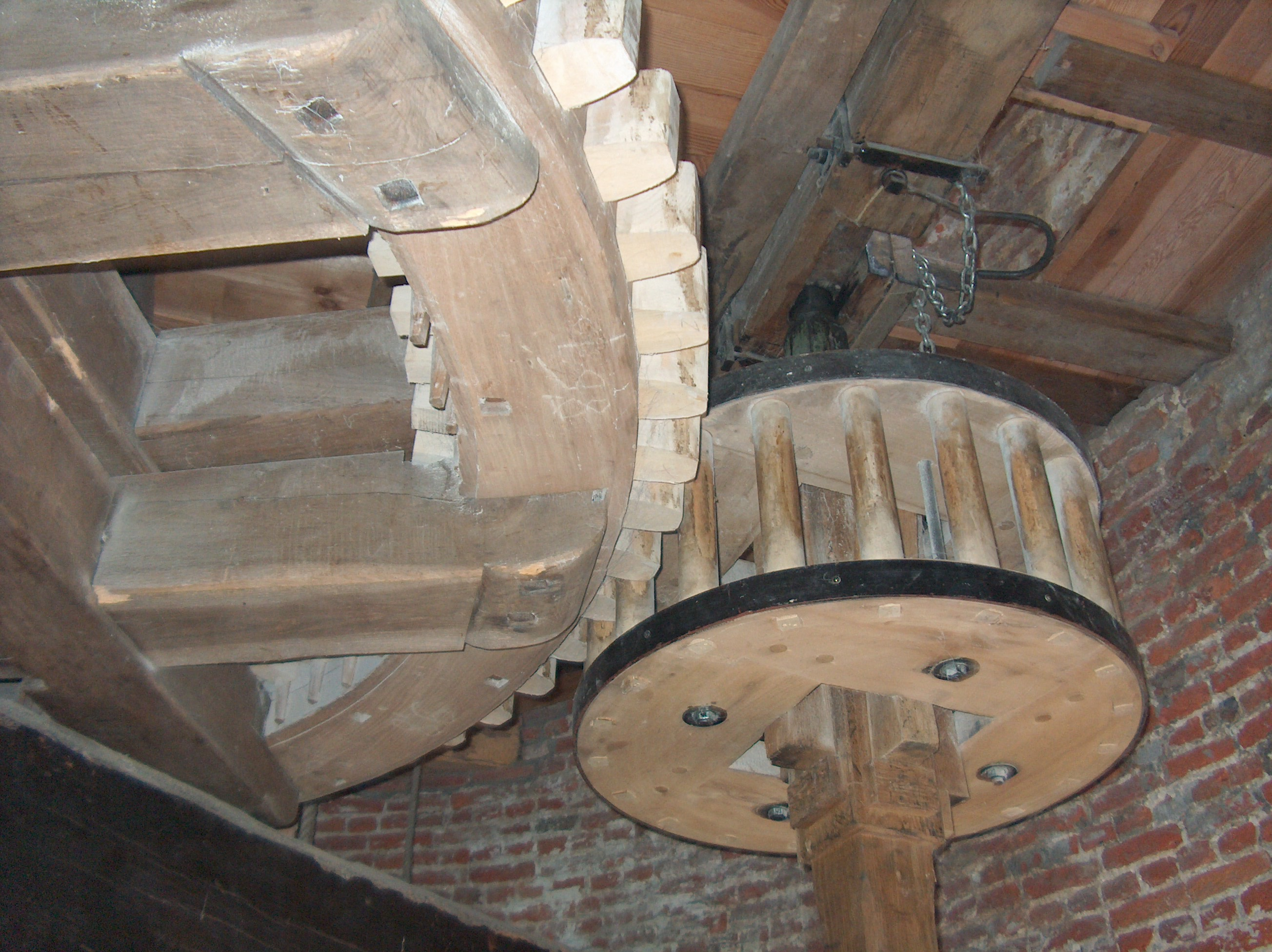
Aandrijving maalkoppel
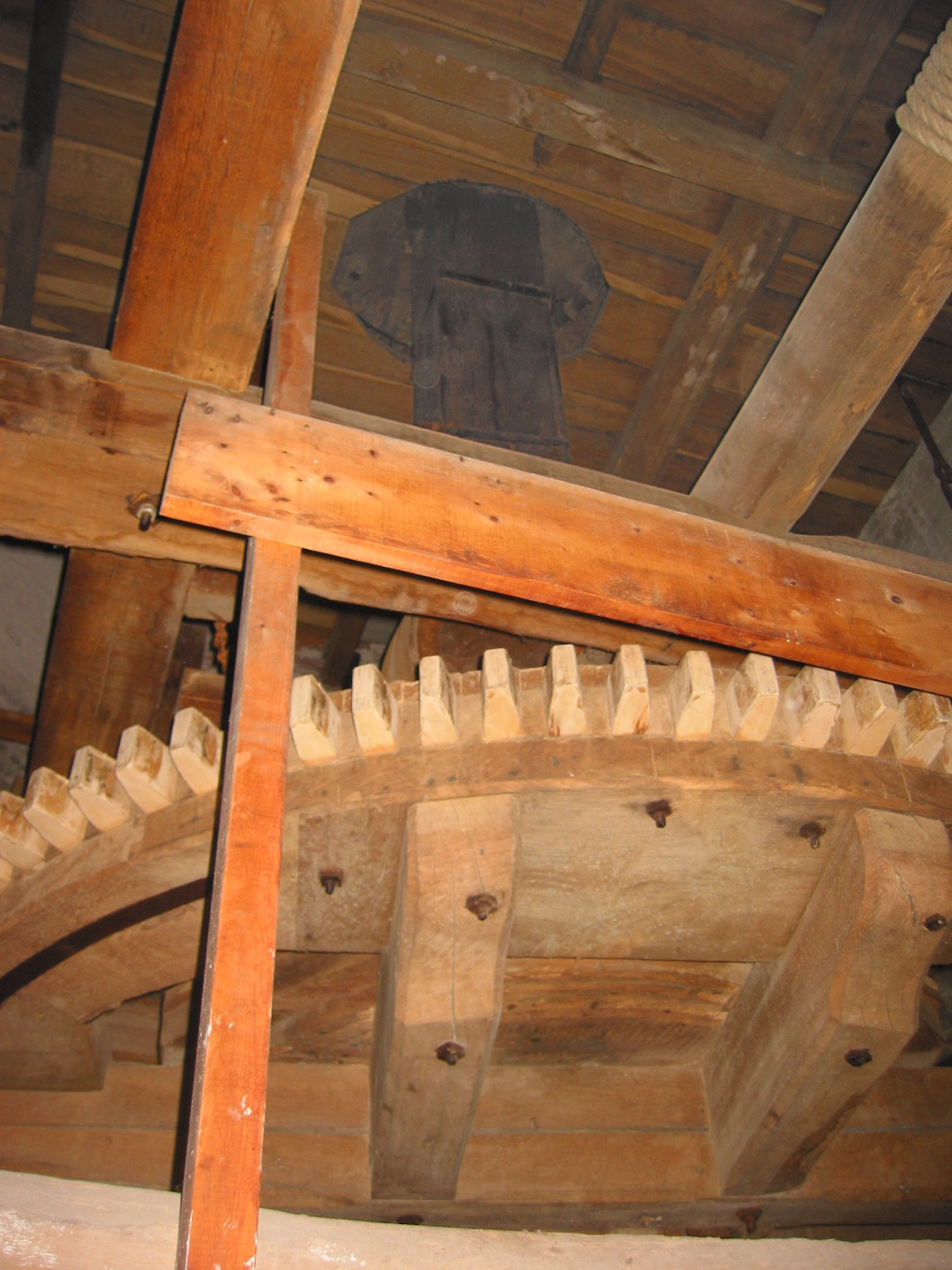
Aandrijfrad (spoorwiel)
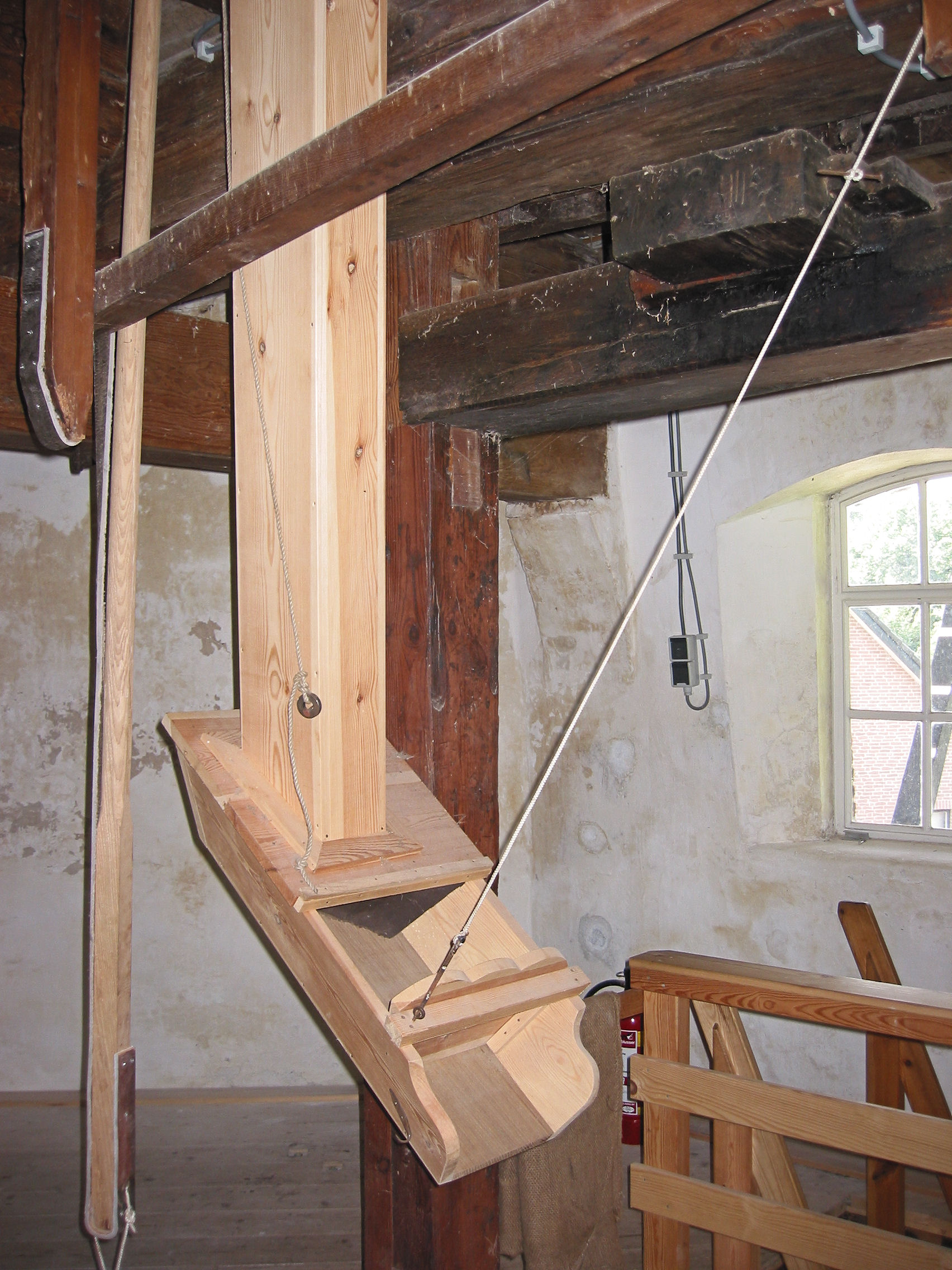
Meelpijp met uiterst linksboven de lichtstok
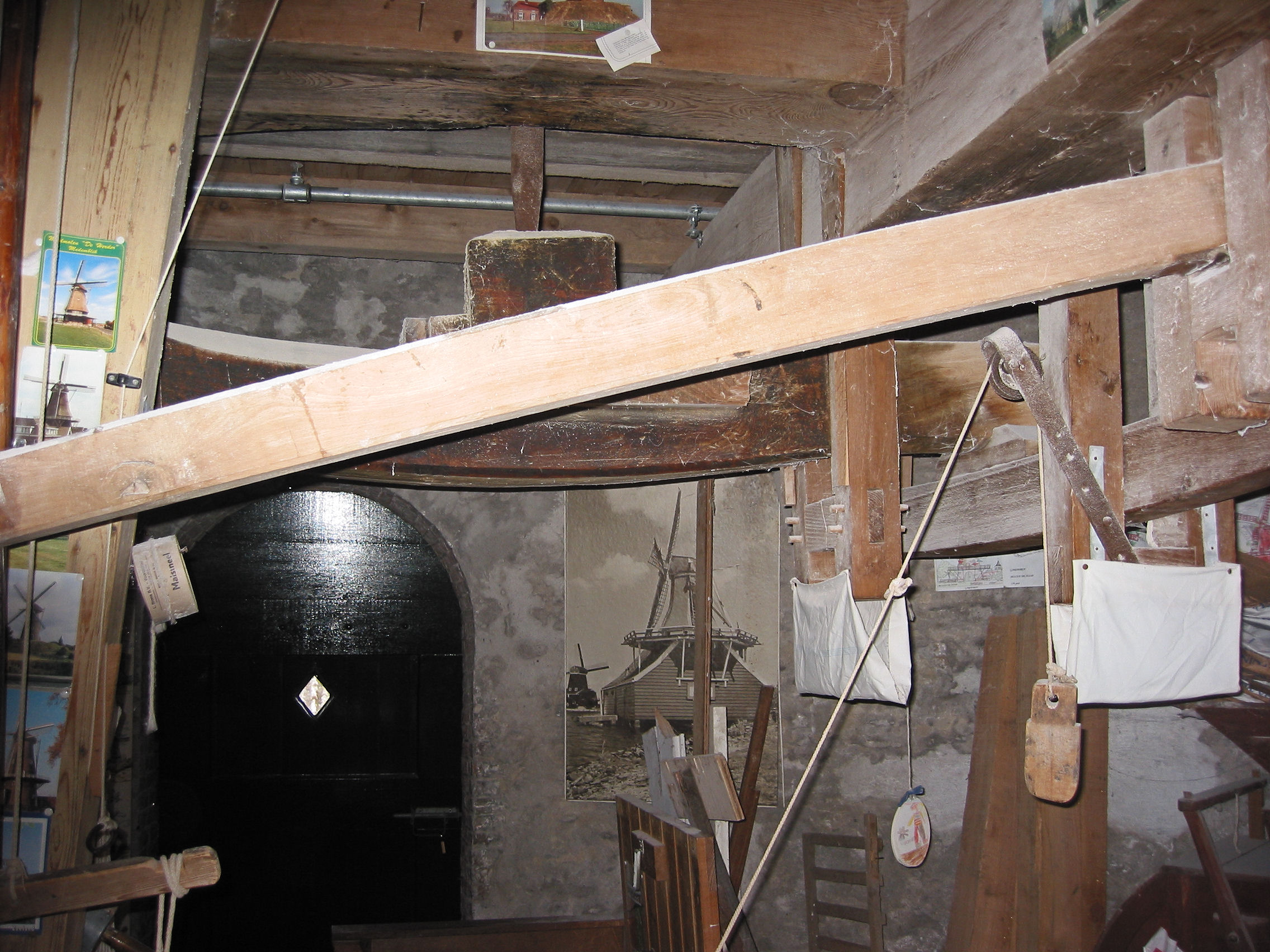
De licht bij de meelpijp
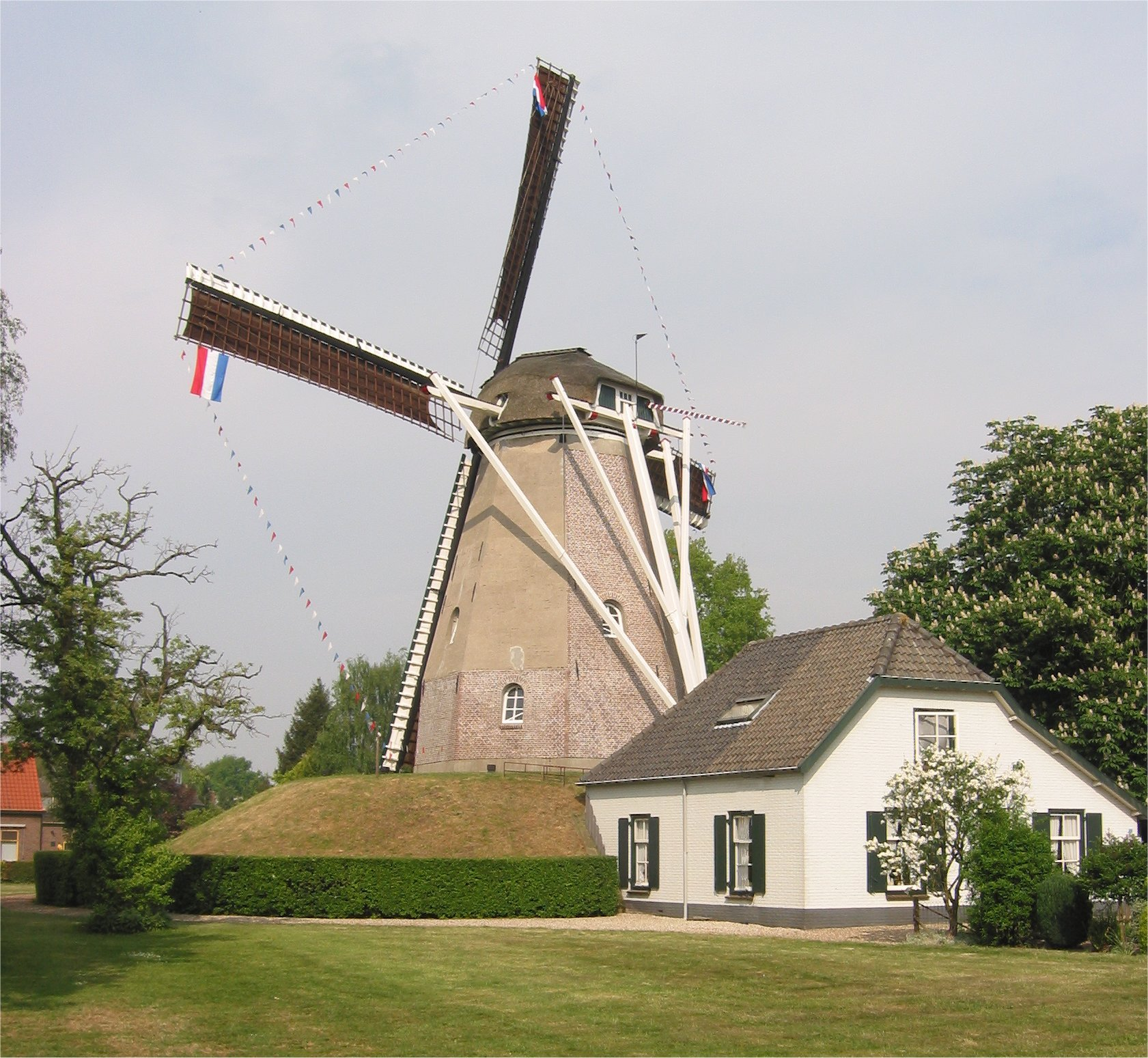
Staart buitenkruier
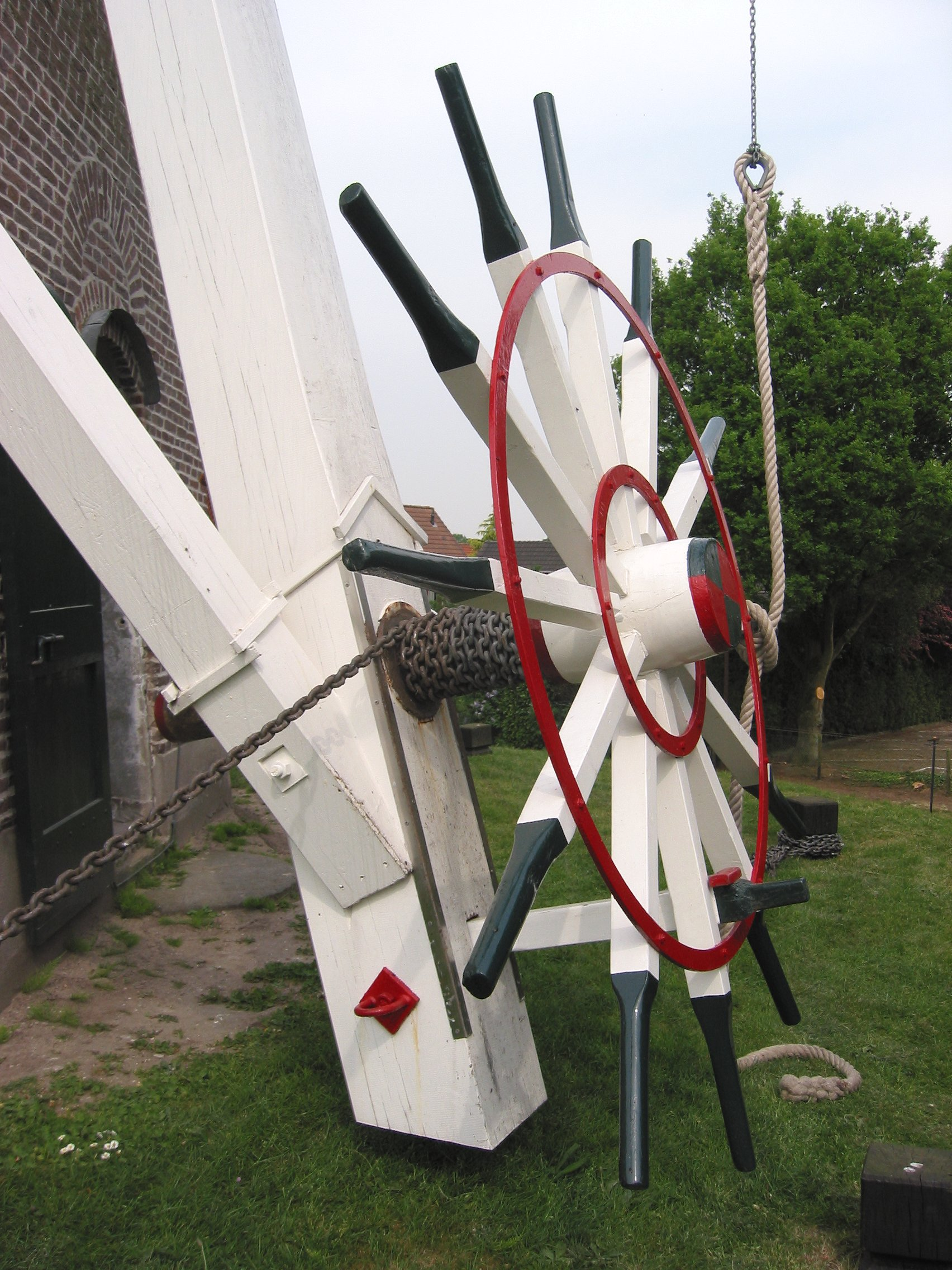
Kruirad
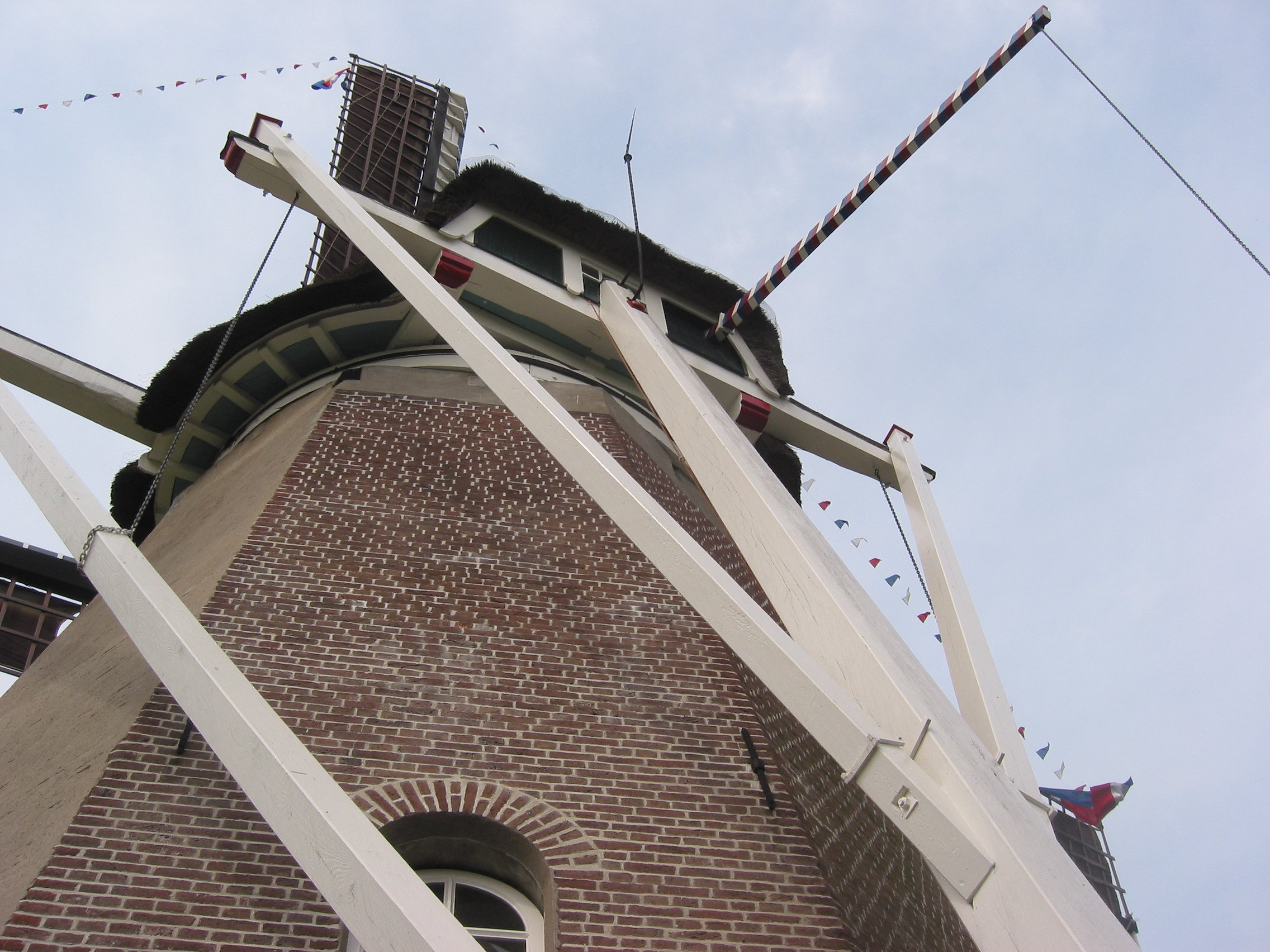
Vang (wipstok)
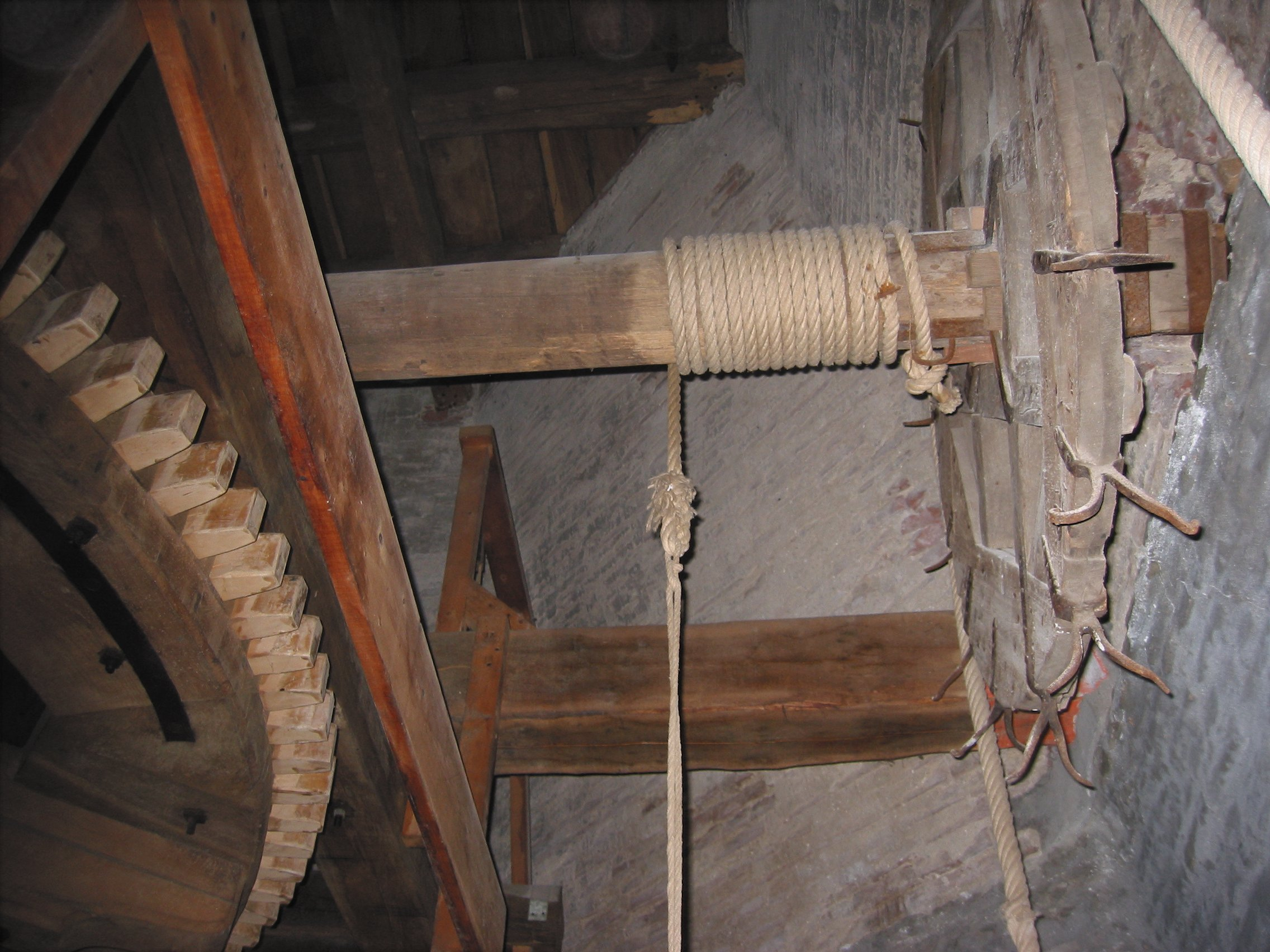
Luiwerk
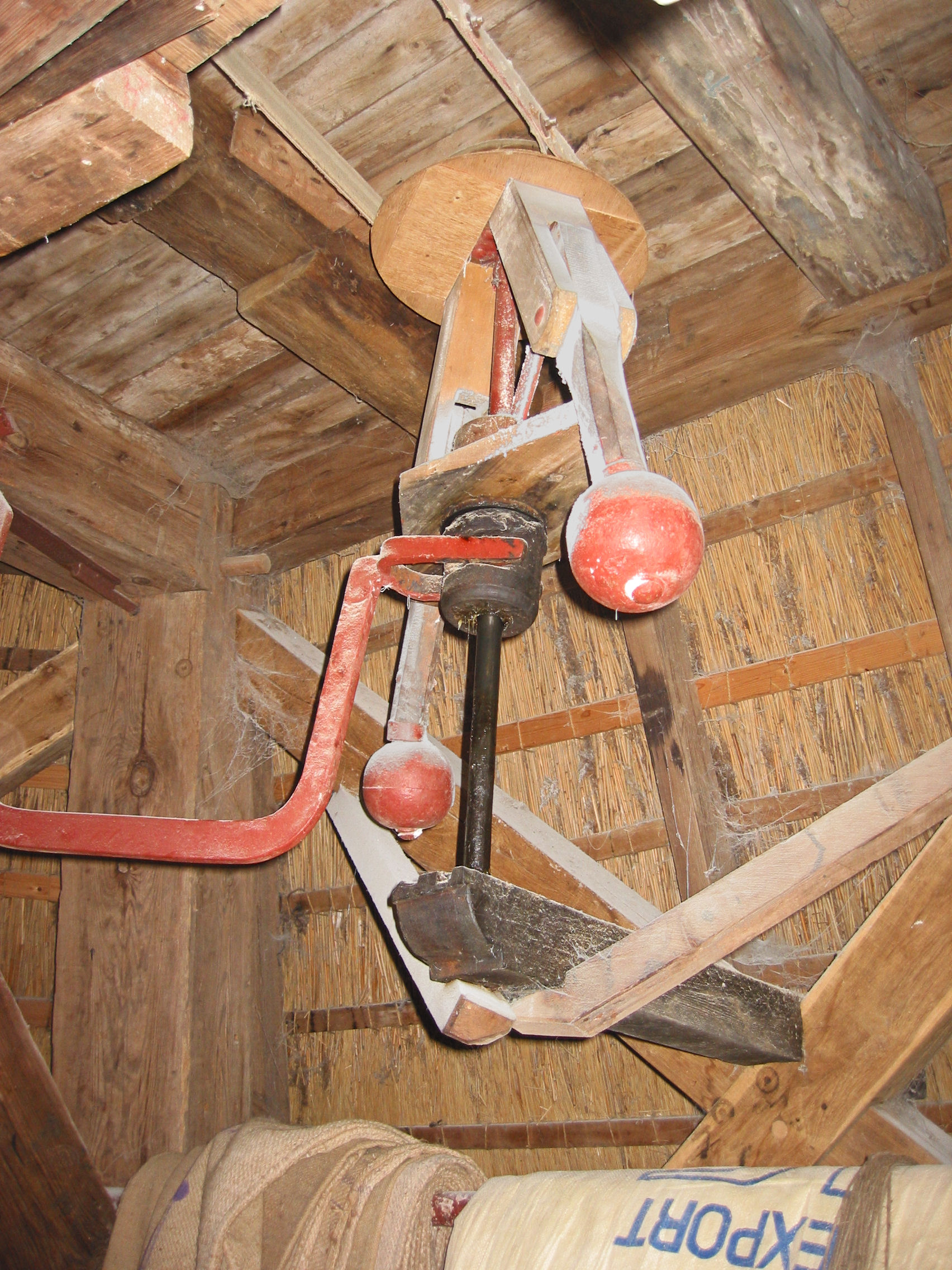
Regulateur voor het verstellen van de maalstenen
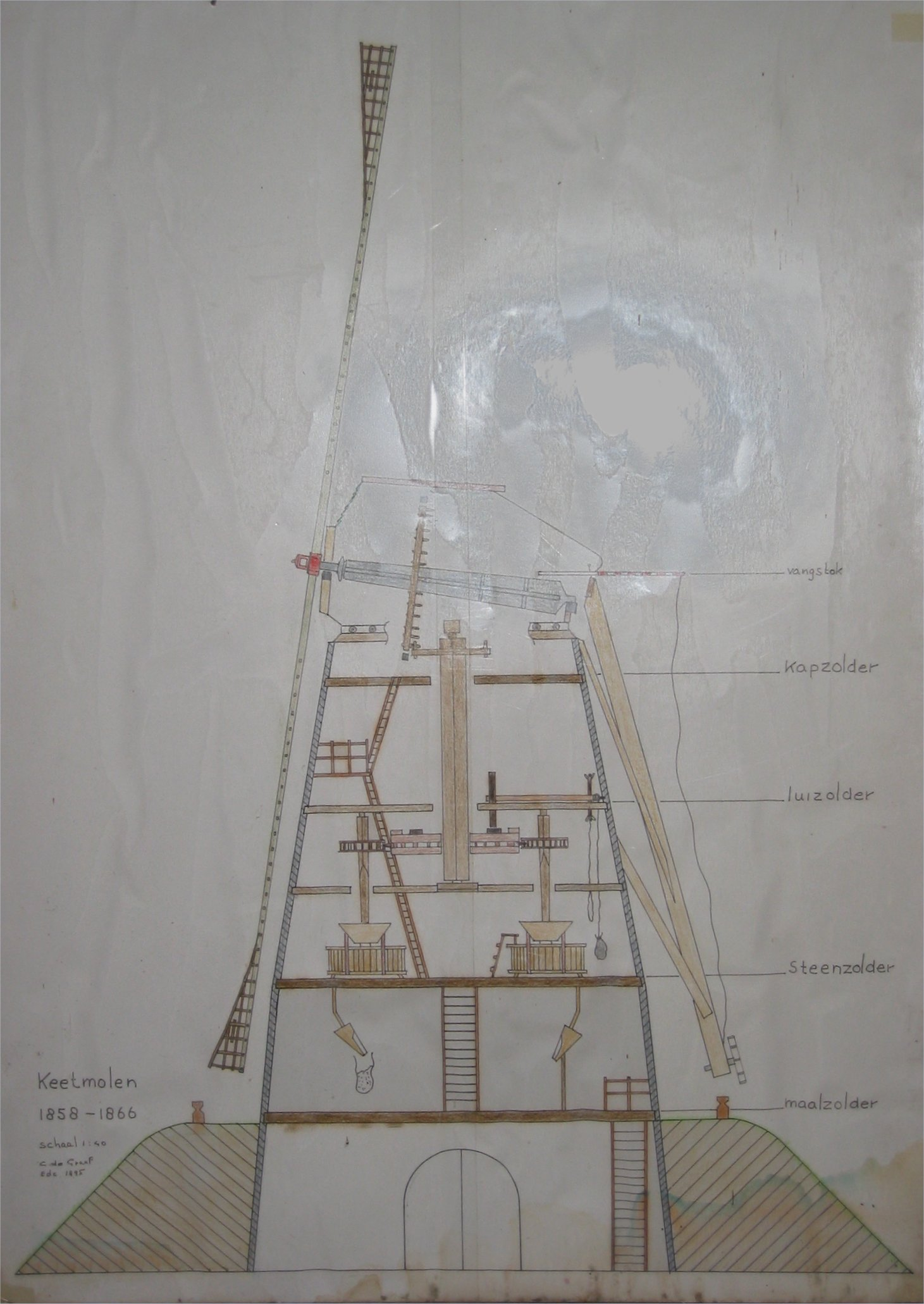
Schematische tekening
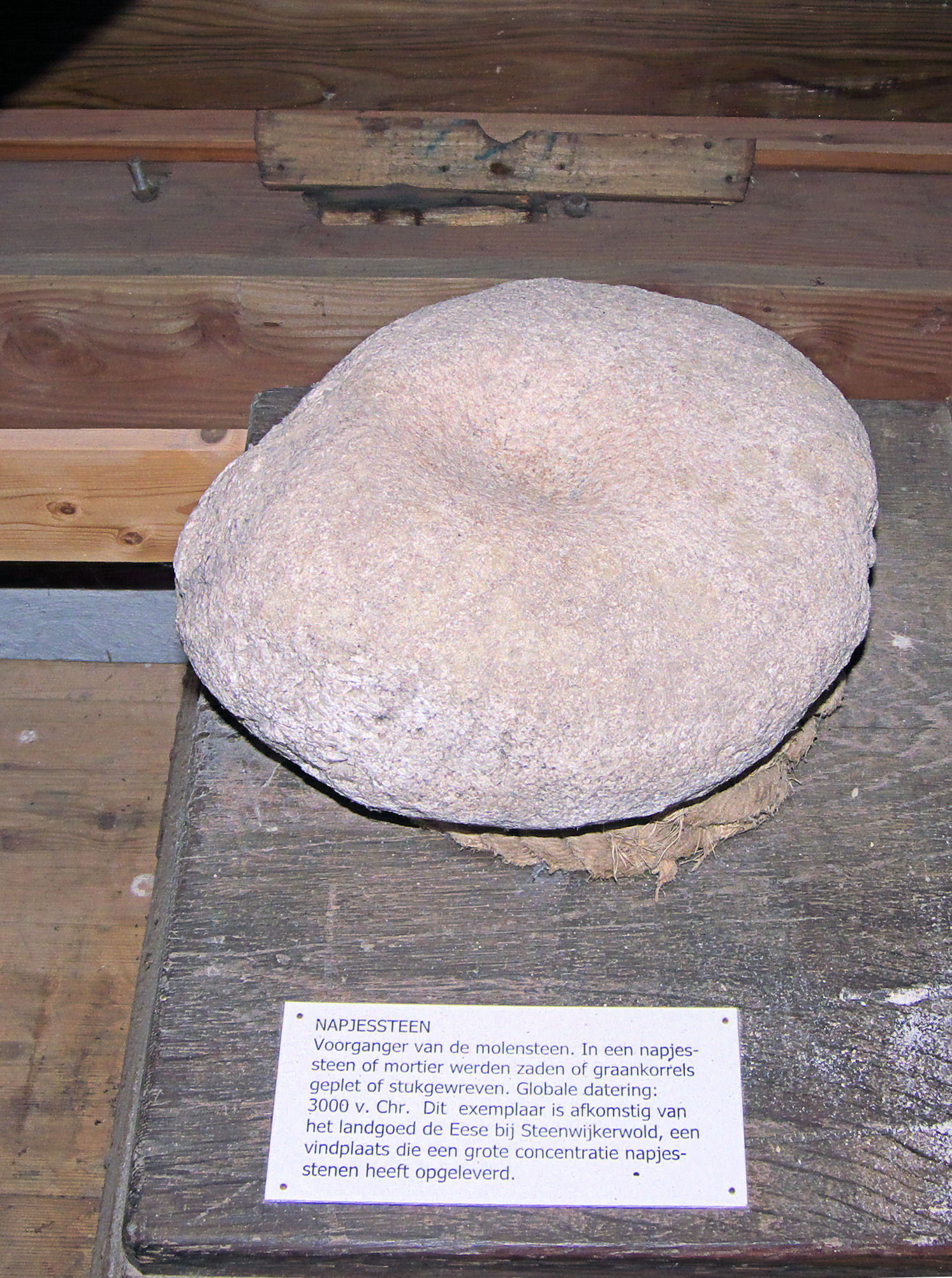
Napjessteen uit ± 3000 v. Chr.
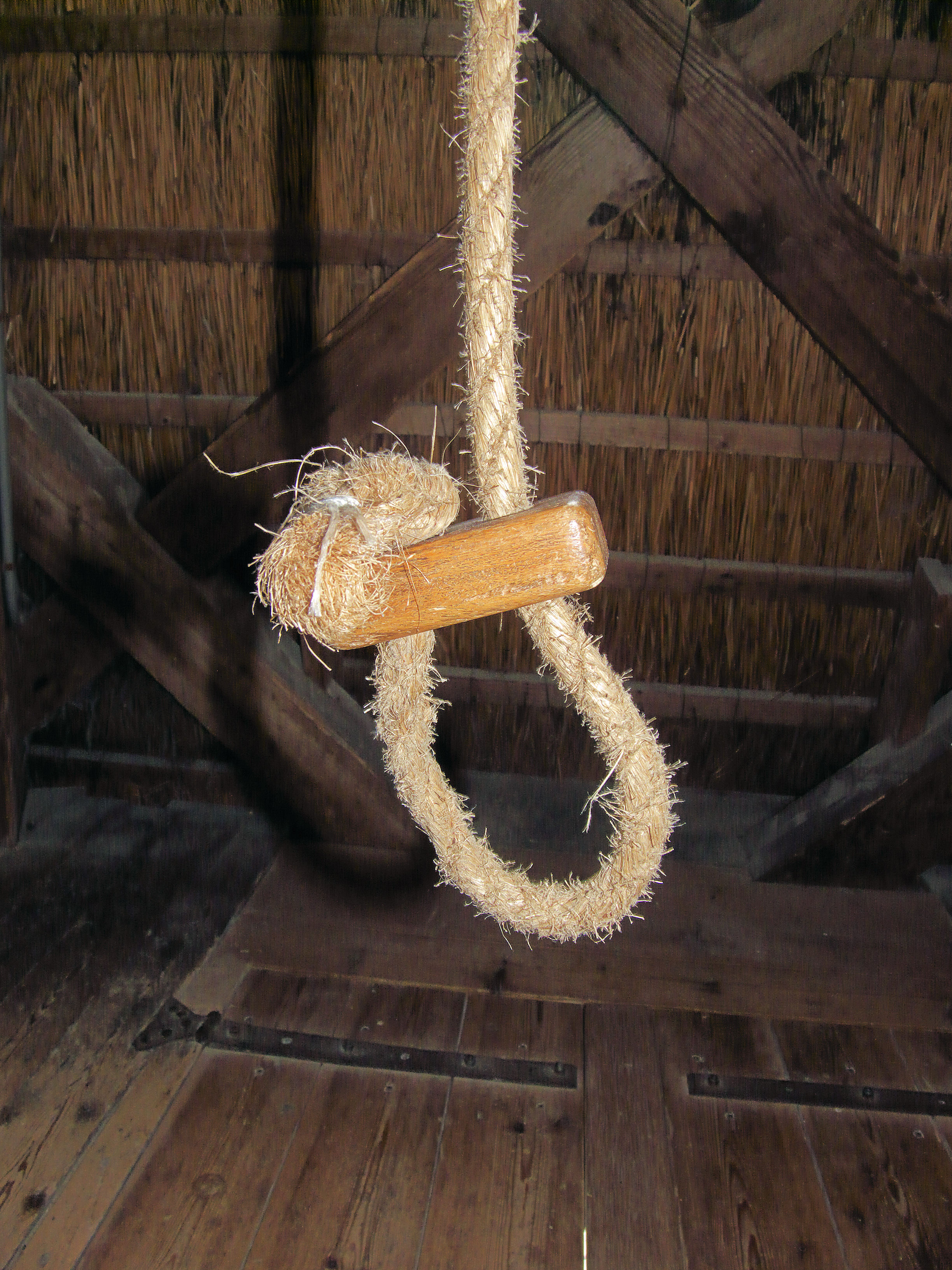
Molenaartje
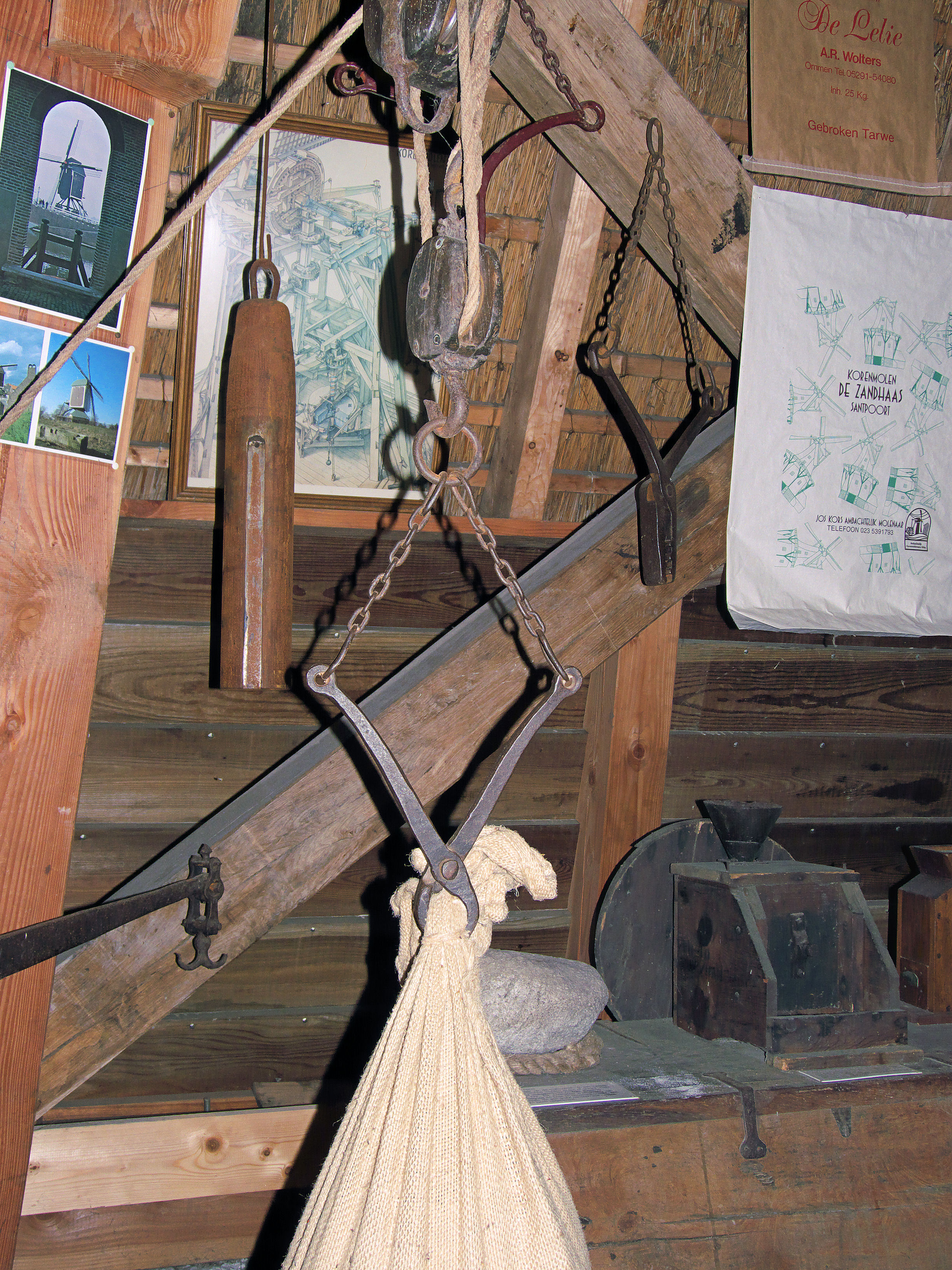
Zakklem
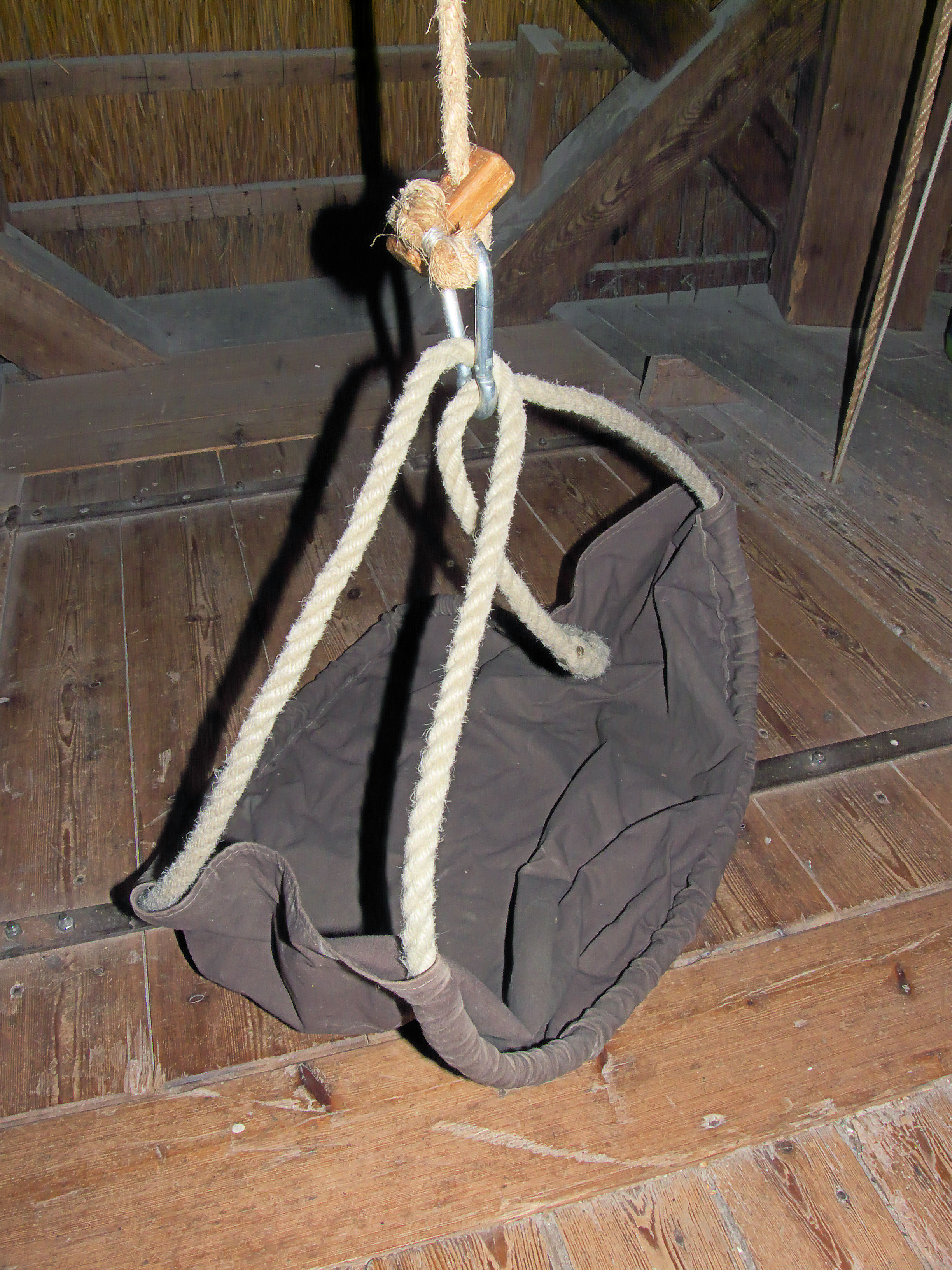
Luimat
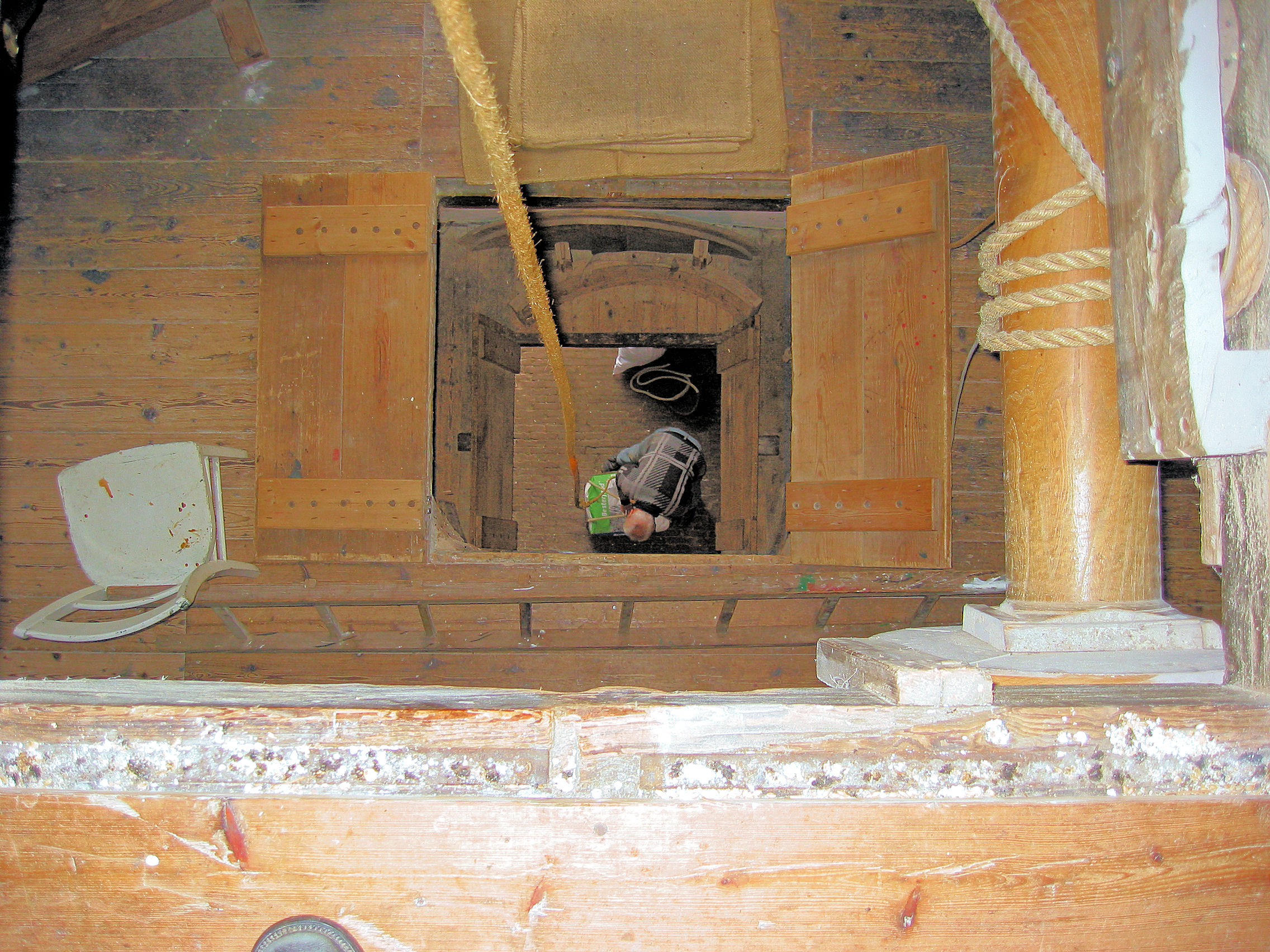
Opluien met luimat
- Bioscoopjournaal uit 1956. De korenmolen Nooit Gedacht uit 1869 in Warnsveld wordt na een restauratie door de molenaar en de burgemeester weer in gebruik genomen.